# Стружа (Свідницький повіт)
Стружа (пол. Struża) — село в Польщі, у гміні Травники Свідницького повіту Люблінського воєводства.
Населення — 270 осіб (2011).

## Демографія
Демографічна структура станом на 31 березня 2011 року:
|          | Загалом | Допрацездатний вік | Працездатний вік | Постпрацездатний вік |
| -------- | ------- | ------------------ | ---------------- | -------------------- |
| Чоловіки | 146     | 29                 | 105              | 12                   |
| Жінки    | 124     | 16                 | 71               | 37                   |
| Разом    | 270     | 45                 | 176              | 49                   |